# Seis dias de Toronto
Os Seis dias de Toronto era uma corrida de ciclismo em pista, da modalidade de seis dias, que se disputava em Toronto (Canadá). A sua primeira edição data de 1912 e disputou-se até 1965 com grandes parênteses entre algumas edições.

## Palmarés
| Ano        | Ganhadores                                      | Segundos                                             | Terceiros                                    |
| ---------- | ----------------------------------------------- | ---------------------------------------------------- | -------------------------------------------- |
| 1912       | Paddy Hehir Eddy Root                           | Jim Moram André Perchicot                            | Worth Mitten Fred Wells                      |
| 1913       | Alfred Grenda Ernie Pye                         |                                                      |                                              |
| 1914-1931  | edições não realizadas                          |                                                      |                                              |
| 1932 (may) | Reginald Fielding William "Torchy" Peden        | Henri Lepage Alfred Letourneur                       | Jules Audy Harry Horan                       |
| 1932 (oct) | Albert Crossley Reginald McNamara               | Henri Lepage Bernhardt Stübecke                      | Anthony Beckman Laurent Gadou                |
| 1933 (may) | Gérard Debaets Alfred Letourneur                | Jules Audy William "Torchy" Peden                    | Reginald Fielding Harry Horan                |
| 1933 (oct) | Henri Lepage Alfred Letourneur                  | Jules Audy Piet van Kempen                           | William "Torchy" Peden Ewald Wissel          |
| 1934 (may) | Jules Audy William "Torchy" Peden               | Frank Bartell Charly Winter                          | Reginald Fielding Laurent Gadou              |
| 1934 (nov) | Reginald Fielding Fred Ottevaire Jimmy Walthour | Sydney Cozens Godfrey Parrott William "Torchy" Peden | Joseph Clignet Ernest Muller Piet van Kempen |
| 1935 (may) | Albert Crossley William "Torchy" Peden          | Gustav Kilian Heinz Vöpel                            | Reginald Fielding Fred Ottevaire             |
| 1935 (sep) | Albert Crossley Jimmy Walthour                  | Fred Spencer Heinz Vöpel                             | Frank Bartell Fred Ottevaire                 |
| 1936       | Jimmy Walthour Charly Winter                    | Jules Audy William "Torchy" Peden                    | Fred Spencer Freddy Zach                     |
| 1937       | Doug Peden William "Torchy" Peden               | Laurent Gadou Jimmy Walthour                         | Albert Crossley Reginald Fielding            |
| 1938-1964  | edições não realizadas                          |                                                      |                                              |
| 1965       | Emile Severeyns Rik Van Steenbergen             | Leandro Faggin Mino De Rossi                         | Lucien Gillen Robert Lelangue                |